# Karina Bryant
Karina Louise Bryant (Kingston upon Thames, 27 de gener de 1979) és una esportista britànica que competeix en judo.
Va participar en quatre Jocs Olímpics, entre els anys 2000 i 2012, obtenint una medalla de bronze a Londres 2012, en la categoria de +78 kg. Va guanyar set medalles al Campionat Mundial de Judo entre els anys 1999 i 2009, i vuit medalles al Campionat Europeu de Judo entre els anys 1998 i 2012.

## Palmarès internacional
| Jocs Olímpics     | Jocs Olímpics              | Jocs Olímpics | Jocs Olímpics |
| Any               | Lloc                       | Medalla       | Categoria     |
| ----------------- | -------------------------- | ------------- | ------------- |
| 2012              | Londres ( Regne Unit)      | 3             | +78 kg        |
| Campionat Mundial |                            |               |               |
| Any               | Lloc                       | Medalla       | Categoria     |
| 1999              | Birmingham ( Regne Unit)   | 3             | +78 kg        |
| 2001              | Múnic ( Alemanya)          | 2             | Oberta        |
| 2003              | Osaka ( Japó)              | 2             | Oberta        |
| 2003              | Osaka ( Japó)              | 3             | +78 kg        |
| 2005              | el Caire ( Egipte)         | 2             | +78 kg        |
| 2005              | el Caire ( Egipte)         | 2             | Oberta        |
| 2009              | Rotterdam ( Països Baixos) | 2             | +78 kg        |
| Campionat Europeu |                            |               |               |
| Any               | Lloc                       | Medalla       | Categoria     |
| 1998              | Oviedo ( Espanya)          | 1             | +78 kg        |
| 2000              | Breslau ( Polònia)         | 1             | +78 kg        |
| 2001              | París ( França)            | 3             | Oberta        |
| 2003              | Düsseldorf ( Alemanya)     | 1             | +78 kg        |
| 2004              | Bucarest ( Romania)        | 2             | +78 kg        |
| 2005              | Rotterdam ( Països Baixos) | 1             | +78 kg        |
| 2010              | Viena ( Àustria)           | 3             | +78 kg        |
| 2012              | Txeliàbinsk ( Rússia)      | 3             | +78 kg        |